# Albert Fish
Hamilton Howard Albert Fish (19 de maig de 1870 - 16 de gener de 1936) va ser un assassí en sèrie, violador, abusador de menors i caníbal nord-americà que va cometre un mínim de tres assassinats de nens des del juliol de 1924 fins al juny de 1928. També era conegut com a l'home gris, l'home llop de Wysteria, el vampir de Brooklyn, el maníac de la lluna i l'home boogey. Fish va presumir una vegada que "tenia fills a tots els estats", i en un moment va declarar que el seu nombre de víctimes era d'unes 100. Tanmateix, no se sap si es referia a violacions o canibalització, ni se sap si la declaració era veraç.
Fish va ser sospitós d'almenys cinc assassinats durant la seva vida. Va confessar tres assassinats que la policia va poder localitzar a un homicidi conegut i va confessar haver apunyalat almenys dues persones més. Fish va ser detingut el 13 de desembre de 1934 i jutjat pel segrest i assassinat de Grace Budd. Va ser condemnat i executat en cadira elèctrica el 16 de gener de 1936, als 65 anys. Els seus crims es van dramatitzar a la pel·lícula de 2007 The Grey Man, protagonitzada per Patrick Bauchau com Fish.

## Primers anys de vida

### Infància
Albert Fish va néixer a Washington, DC, el 19 de maig de 1870, fill de Randall (1795 – 16 d'octubre de 1875) i Ellen (de soltera Howell; 1838–c. 1903) Fish. El pare de Fish era nord-americà, d'ascendència anglesa, i la seva mare era escocesa-irlandesa nord-americana. El seu pare era 43 anys més gran que la seva mare i tenia 75 anys en el moment del naixement d'Albert. Fish era el fill petit i tenia tres germans vius: Walter, Annie i Edwin. Volia ser conegut com a "Albert" després d'un germà mort i escapar del sobrenom de "Ham & Eggs" que li van donar en un orfenat on va passar gran part de la seva infància.
La família de Fish tenia antecedents de malaltia mental. El seu oncle patia mania, un dels seus germans va ser tancat en un hospital psiquiàtric estatal i la seva germana Annie va ser diagnosticada amb una "aflicció mental". Altres tres familiars van ser diagnosticats amb malalties mentals i la seva mare tenia "al·lucinacions auditives o visuals".
El pare de Fish, Randall, era capità de vaixell fluvial i, el 1870, fabricant de fertilitzants. El vell Fish va morir el 1875 a l'estació de Sixth Street de Washington d'un atac de cor. Els registres del cementiri del Congrés mostren que va morir el 16 d'octubre de 1875 i va ser enterrat el 19 d'octubre de 1875 a la tomba R96/89. La mare de Fish va posar el seu fill a l'orfenat de Saint John a Washington, on va patir maltractaments amb freqüència. Fish va començar a gaudir del dolor físic que comportaven les pallisses. Del seu temps a l'orfenat, Fish va comentar: "Vaig estar allà fins als nou anys, i allà va ser on vaig començar malament. Ens van assotar sense pietat. Vaig veure nens fent moltes coses que no haurien d'haver fet".
El 1880, la mare de Fish tenia una feina al govern i va poder treure Fish de l'orfenat. El 1882, als 12 anys, Albert va començar una relació amb un noi del telègraf. Els nois joves amb qui es relacionà, introduïren a FIsh en pràctiques com la urolagnia (beure orina) i la coprofagia (menjar excrements). Fish va començar a visitar els banys públics on podia veure com es despullaven altres nois i passava gran part dels seus caps de setmana fent aquestes visites. Al llarg de la seva vida, va escriure també cartes obscenes a dones els noms de les quals aconseguia en agències matrimonials i d'anuncis classificats.

## 1890–1918: edat adulta primerenca i antecedents criminals
El 1890, als 20 anys, Fish va arribar a la ciutat de Nova York i va dir que en aquell moment es va convertir en una prostitut i va començar a violar nois joves. El 1898, la seva mare va acordar-li un matrimoni amb Anna Mary Hoffman, que era nou anys més jove que ell, Albert Fish tenia ja 28 anys. Van tenir sis fills: Albert, Anna, Gertrude, Eugene, John i Henry Fish.
Al llarg de 1898, Fish va treballar com a pintor de cases. Continuava molestant nens, sobretot nens menors de sis anys. Més tard va relatar un incident en què un amant masculí el va portar a un museu de cera, on Fish va quedar fascinat per la bisecció d'un penis. Després d'això, es va obsessionar amb la mutilació sexual. El 1903, va ser arrestat per robatori, condemnat i empresonat a Sing Sing.

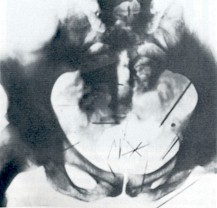
Radiografia de la pelvis i el perineu de Fish, presentada com a prova al seu judici, demostrant més de dues dotzenes d'agulles autoincrustades

Al voltant de 1910, mentre treballava a Wilmington, Delaware, Fish va conèixer un home de 19 anys anomenat Thomas Kedden. Va portar a Kedden a on s'allotjava, i els dos van començar una relació sadomasoquista; No és clar si Fish va obligar o no a Kedden a fer aquestes coses, però en la seva confessió implicà que l'home tenia una discapacitat intel·lectual. Després de deu dies, Fish va portar Kedden a "una antiga casa de pagès", on va començar a torturar-lo. La tortura va tenir lloc durant dues setmanes. Fish finalment va lligar Kedden i li va tallar la meitat del penis. "Mai oblidaré el seu crit, ni la mirada que em va donar", va recordar Fish més tard. Originalment, tenia la intenció de matar en Kedden, tallar-li el cos i endur-se'l a casa, però temia que el clima calent cridés l'atenció sobre ell; en canvi, Fish va abocar peròxid sobre la ferida, la va embolicar amb un mocador cobert de vaselina, va deixar un bitllet de 10 dòlars, es va acomiadar de Kedden i va marxar. "Vaig agafar el primer tren per tornar a casa. Mai vaig sentir què va ser d'ell, ni vaig intentar esbrinar-ho", va dir Fish.
El gener de 1917, la dona de Fish el va deixar per John Straube, un personal de mà que es va allotjar amb la família Fish. Fish va haver de criar els seus fills com a pare solter. Després de la seva detenció, Fish va dir a un diari que quan la seva dona el va deixar, ella va prendre gairebé totes les possessions de la família. Va començar a tenir al·lucinacions auditives. Una vegada es va embolicar amb una catifa, dient que seguia les instruccions de l'apòstol Joan.
Va ser més o menys en aquest moment que Fish va començar a fer-se autolesions. S'incrustà per exemple agulles a l'engonal i a l'abdomen. Després de la seva detenció, els raigs X van revelar que Fish tenia almenys 29 agulles allotjades a la seva regió pèlvica. També es va colpejava repetidament amb una paleta amb claus i es va introduir llana impregnada amb un líquid inflamable a l'⁣anus i el va encendre. Tot i que mai es va pensar que Fish hagués atacat físicament o maltractat els seus fills, sí que els va animar a ells i als seus amics a picar-se les natges amb la mateixa paleta amb claus que solia maltractar-se. Aviat va desenvolupar una obsessió creixent pel canibalisme, sovint preparant-se un sopar que comnsistia únicament en carn crua i de vegades servint-lo als seus fills.

### 1919–1930: Escalada
Cap a l'any 1919, Fish va apunyalar un nen amb discapacitat intel·lectual a Georgetown, Washington, DC. Escollia persones amb discapacitat mental o afroamericans com a víctimes, explicant que suposava que aquestes persones no serien trobades a faltar quan les matés. Fish més tard afirmaria haver pagat ocasionalment a nois perquè li procuressin altres nens. Albert va torturar, mutilar i assassinar nens petits amb els seus "instruments de l'infern": una picadora de carn, un ganivet de carnisser i una petita serra de mà.
L'11 de juliol de 1924, Fish va trobar Beatrice Kiel, de vuit anys, jugant sola a la granja dels seus pares a Staten Island, Nova York. Li va oferir diners perquè vingués a ajudar-lo a buscar ruibarbre. Estava a punt d'abandonar la granja quan la seva mare va expulsar a Fish. Aquest va marxar, però va tornar més tard al graner dels Kiel, on va intentar dormir-hi, però el pare de Beatrice el va descobrir i el va obligar a marxar. Tres dies més tard, Fish va matar Francis McDonnell, també a Staten Island. Durant l'any 1924, Fish de 54 anys, que patia psicosi, va sentir que Déu li ordenava torturar i mutilar sexualment nens.
Poc abans del segrest de Grace Budd, Fish va intentar provar els seus "instruments de l'infern" en un nen que havia estat molestant anomenat Cyril Quinn. En Quinn i el seu amic estaven jugant a la pilota en una vorera quan Fish els va preguntar si havien dinat. Quan van dir que no, els va convidar al seu apartament a prendre entrepans. Mentre els dos nois lluitaven al llit de Fish, li van moure el matalàs; a sota hi havia un ganivet, una petita serra de mà i una picadora de carn. Es van espantar i van sortir corrents de l'apartament.

### Bigamia
Albert es va tornar a casar el 6 de febrer de 1930 a Waterloo, Nova York, amb Estella Wilcox, però es va divorciar només una setmana després. Fish va ser detingut el maig de 1930 per "enviar una carta obscena a una dona que responia a un anunci d'una criada". Després d'aquella detenció i una el 1931, va ser enviat a l'⁣hospital psiquiàtric de Bellevue per a observació.

## Assassinat de Grace Budd

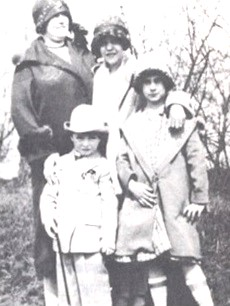
Grage Budd. Víctima d'Albert Fish, tal com es mostrà a l'edició del 14 de desembre de 1934 d'Asbury Park Press.

El 25 de maig de 1928, Fish va veure un anunci classificat a l'edició dominical del New York World que deia: "Jove, de 18 anys, desitja una posició al país. Edward Budd, 406 West 15th Street". El 28 de maig, Fish, que llavors tenia 58 anys, va visitar la família Budd a Manhattan amb el pretext de contractar Edward; més tard va confessar que planejava lligar a Edward, mutilar-lo i deixar-lo sagnar fins a morir. Fish es va presentar com a Frank Howard, un granger de Farmingdale, Nova York. Va prometre contractar en Budd i el seu amic Willie, i va dir que els enviaria a buscar d'aquí a uns dies. Fish no es va presentar, però va enviar un telegrama a la família Budd disculpant-se i va fixar una data més tard.
Quan Fish va tornar, va conèixer la germana petita d'Edward, Grace Budd, de 10 anys. Aparentment, va canviar la seva víctima prevista d'Edward a Grace i ràpidament va inventar una història sobre haver d'assistir a la festa d'aniversari de la seva neboda. Va convèncer els pares, Delia Flanagan i Albert Budd I, perquè la Grace l'acompanyés a la festa d'aquell vespre. L'ancià Albert Budd era porter de la United States Equitable Life Assurance Society. Grace tenia una germana petita, Beatrice, dos germans grans, Edward i George, i un germà petit, Albert Budd II. La Grace va marxar amb Fish aquell dia, però mai va tornar.
La policia va arrestar el superintendent Charles Edward Pope, de 66 anys, el 5 de setembre de 1930, com a sospitós de la desaparició de Grace, acusat per la dona separada de Pope. Va estar 108 dies a la presó entre la seva detenció i el judici el 22 de desembre de 1930. Va ser declarat innocent.

### Carta a la mare de Grace Budd
El novembre de 1934, es va enviar una carta anònima als pares de Grace que finalment va portar la policia fins a Fish. La senyora Budd era analfabeta i no sabia llegir la carta ella mateixa, així que va fer que el seu fill li llegís. La lletra sense modificar (completa amb les faltes d'ortografia i els errors gramaticals de Fish) deia:
| « | (anglès) My dear Mrs Budd, In 1894 a friend of mine shipped as a deckhand on the steamer Tacoma, Capt John Davis. They sailed from San Francisco to Hong Kong China. On arriving there he and two others went ashore and got drunk. When they returned the boat was gone. At that time there was a famine in China. Meat of any kind was from $1 to 3 Dollars a pound. So great was the suffering among the very poor that all children under 12 were sold to the Butchers to be cut up and sold for food in order to keep others from starving. A boy or girl under 14 was not safe in the street. You could go in any shop and ask for steak – chops – or stew meat. Part of the naked body of a boy or girl would be brought out and just what you wanted cut from it. A boy or girls behind which is the sweetest part of the body and sold as veal cutlet brought the highest price. John staid there so long he acquired a taste for human flesh. On his return to N.Y. he stole two boys one 7 one 11. Took them to his home stripped them naked tied them in a closet then burned everything they had on. Several times every day and night he spanked them – tortured them – to make their meat good and tender. First he killed the 11 yr old boy, because he had the fattest ass and of course the most meat on it. Every part of his body was cooked and eaten except Head – bones and guts. He was roasted in the oven, (all of his ass) boiled, broiled, fried, stewed. The little boy was next, went the same way. At that time I was living at 409 E 100 St, rear – right side. He told me so often how good human flesh was I made up my mind to taste it. On Sunday June the 3 – 1928 I called on you at 406 W 15 St. Brought you pot cheese – strawberries. We had lunch. Grace sat in my lap and kissed me. I made up my mind to eat her, on the pretense of taking her to a party. You said Yes she could go. I took her to an empty house in Westchester I had already picked out. When we got there, I told her to remain outside. She picked wild flowers. I went upstairs and stripped all my clothes off. I knew if I did not I would get her blood on them. When all was ready I went to the window and called her. Then I hid in a closet until she was in the room. When she saw me all naked she began to cry and tried to run down stairs. I grabbed her and she said she would tell her mama. First I stripped her naked. How she did kick – bite and scratch. I choked her to death then cut her in small pieces so I could take my meat to my rooms, cook and eat it. How sweet and tender her little ass was roasted in the oven. It took me 9 days to eat her entire body. I did not fuck her, though, I could of had I wished. She died a virgin. | (català) La meva estimada senyora Budd, L'any 1894, un amic meu es va embarcar com a mosso de coberta al vapor Tacoma, el capità John Davis. Van navegar de San Francisco a Hong Kong Xina. En arribar-hi, ell i dos més van anar a terra i es van emborratxar. Quan van tornar, el vaixell havia desaparegut. En aquella època hi havia fam a la Xina. La carn de qualsevol tipus costava entre 1 i 3 dòlars la lliura. Tan gran era el patiment entre els més pobres que tots els nens menors de 12 anys eren venuts als Carnissers per tallar-los i vendre'ls per menjar per tal d'evitar que els altres moguessin gana. Un nen o una noia menor de 14 anys no estava segur al carrer. Podríeu anar a qualsevol botiga i demanar bistec, costelles, o carn guisada. Se'n trauria part del cos nu d'un nen o una nena i se'n tallaria exactament el que volíeu. Un nen o nenes darrere de la qual hi ha la part més dolça del cos i venuda com a costella de vedella portava el preu més alt. John es va quedar allà tant de temps que va adquirir gust per la carn humana. En tornar a Nova York, va robar dos nois un 7 un 11. Els va portar a casa seva els va despullar els va lligar en un armari i després els va cremar tot el que duien. Diverses vegades cada dia i cada nit els donava cops, els torturava, perquè la seva carn fos bona i tendra. Primer va matar el nen d'11 anys, perquè tenia el cul més gros i, per descomptat, més carn. Totes les parts del seu cos es van cuinar i es menjaven menys el cap: ossos i tripes. El van rostir al forn, (tot el seu cul) bullit, rostit, fregit, estofat. El nen va ser el següent, va anar pel mateix camí. En aquell moment jo vivia al 409 E 100 St, darrere - costat dret. Em va dir tantes vegades com de bona carn humana era que em vaig decidir a tastar-la. El diumenge 3 de juny de 1928 et vaig visitar al carrer 406 W 15. Et vaig portar formatge d'olla – maduixes. Vam dinar. La Grace es va asseure a la meva falda i em va fer un petó. Vaig decidir menjar-me-la, amb la pretensió de portar-la a una festa. Vas dir que sí que podia anar. La vaig portar a una casa buida de Westchester que ja havia escollit. Quan vam arribar-hi, li vaig dir que es quedés fora. Va collir flors silvestres. Vaig pujar a dalt i em vaig despullar tota la roba. Sabia que si no ho fes, els posaria la seva sang. Quan tot estava a punt, vaig anar a la finestra i la vaig trucar. Llavors em vaig amagar en un armari fins que ella va ser a l'habitació. Quan em va veure tot nu, va començar a plorar i va intentar baixar les escales corrents. La vaig agafar i em va dir que li diria a la seva mare. Primer la vaig despullar. Com va fer puntades: mossegar i esgarrapar. La vaig sufocar fins a morir i després la vaig tallar a trossos petits perquè pogués portar la meva carn a les meves habitacions, cuinar-la i menjar-la. Que dolç i tendre el seu cul petit es va rostir al forn. Vaig trigar 9 dies a menjar-me tot el seu cos. No m'he fotut, però, hauria pogut haver desitjat. Va morir verge. | » |

La policia va investigar la carta. La història sobre "Capt. Davis" i la "fam" a Hong Kong no es va poder verificar. La part de la carta relativa a l'assassinat de Grace, però, es va trobar que era precisa en la descripció del segrest i dels esdeveniments posteriors, tot i que era impossible confirmar si Fish havia menjat o no parts del cos de Grace.

## Captura

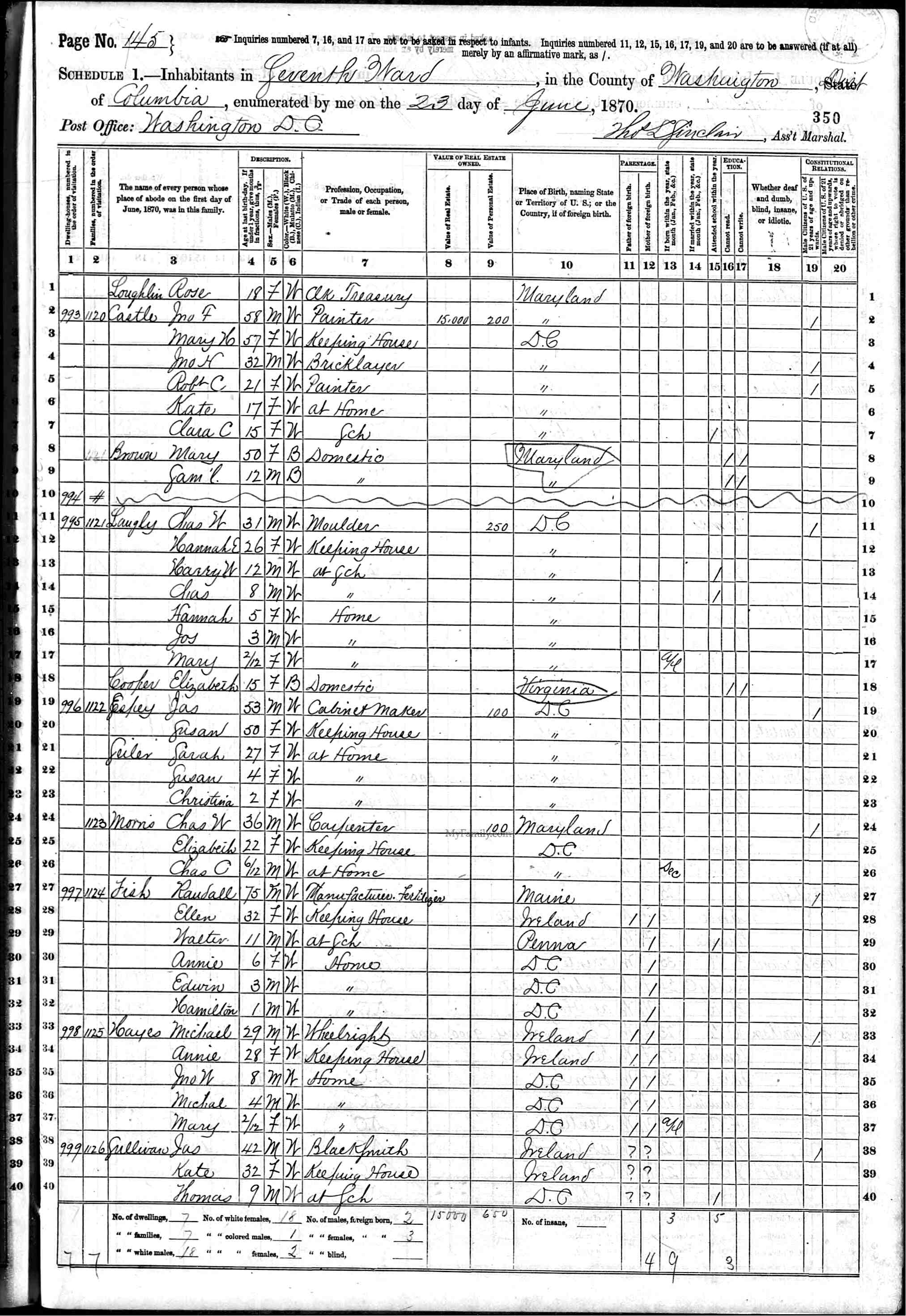
Albert Fish al cens dels Estats Units de 1870

La carta es va lliurar en un sobre que tenia un petit emblema hexagonal amb les lletres "NYPCBA" que representaven "New York Private Chauffeur's Benevolent Association". Un conserge de l'empresa va dir a la policia que s'havia endut part de la papereria a casa, però que els va deixar a la seva casa d'habitacions al 200 East 52nd Street quan es va mudar. La patrona de la casa d'habitacions va dir que Fish va sortir d'aquella habitació uns dies abans. Ella va dir que el fill de Fish li va enviar diners i li va demanar que li destinés el següent xec. William F. King va ser l'investigador en cap del cas. Va esperar fora de l'habitació fins que Fish va tornar. Fish va acceptar anar a la seu per ser interrogat, després va brandar una fulla d'afaitar. King va desarmar Fish i el va portar a la seu de la policia.
Fish no va fer cap intent de negar l'assassinat de Grace Budd, dient que en un primer moment però volia anar a la casa per matar el germà de Grace, Edward. Fish va dir que "ni tan sols li va entrar al cap" violar la noia, però més tard va afirmar al seu advocat que, mentre s'agenollava al pit de Grace i l'estrangulava, sí que va tenir dues ejaculacions involuntàries. Aquesta informació es va utilitzar en el judici per afirmar que el segrest tenia una motivació sexual, evitant així qualsevol menció de canibalisme.

## Altres crims descoberts després de la detenció de Fish

### Francis McDonnell
Durant la nit del 14 de juliol de 1924, els seus pares van denunciar la desaparició del nen Francis McDonnell, de nou anys. No va poder tornar a casa després de jugar amb els amics al barri de Port Richmond de Staten Island. Es va organitzar una recerca i el seu cos va ser trobat —penjat d'un arbre— en una zona boscosa propera a casa seva. Havia estat agredit sexualment i després estrangulat amb els seus tirants. Segons una autòpsia, McDonnell també havia patit grans laceracions a les cames i l'abdomen, i el seu isquiotibial esquerre havia estat gairebé completament despullat de la seva carn. Fish es va negar a reclamar la responsabilitat d'això, tot i que després va afirmar que tenia la intenció de castrar el nen, però va fugir quan va sentir que algú s'acostava a la zona.
Els amics de McDonnell van dir a la policia que el va agafar un home gran amb un bigoti gris. Un veí també va dir a la policia que va observar el nen amb un home semblant caminant per un camí herbat cap al bosc proper. La mare de Francis, Anna McDonnell, va dir que havia vist el mateix home aquell dia. Ella digué als periodistes: "Va venir remenant pel carrer murmurant per a si mateix i fent moviments estranys amb les mans... Vaig veure els seus gruixuts cabells grisos i el seu bigoti gris caigut. Tot en ell semblava esvaït i gris.".
Aquesta descripció va fer que el misteriós desconegut fos conegut com "L'home gris". L'assassinat de McDonnell va romandre sense resoldre fins a l'assassinat de Grace Budd. Quan diversos testimonis oculars, entre ells el granger de Staten Island Hans Kiel, van identificar positivament Albert Fish com l'estrany desconegut vist per Port Richmond el dia de la desaparició de McDonnell, el fiscal del districte del comtat de Richmond, Thomas J. Walsh, va anunciar la seva intenció de demanar una acusació contra Fish per l'assassinat del nen. Al principi, Fish va negar els càrrecs. Va ser només el març de 1935, després de la conclusió del seu judici per l'assassinat de Budd i la seva confessió de l'assassinat d'una altra víctima, Billy Gaffney, que Fish va confirmar als investigadors que també va violar i assassinar McDonnell. Quan es va fer pública la confessió sobre l'asssassinat de McDonnell, el New York Daily Mirror va escriure que la revelació va consolidar la reputació de Fish com "l'assassí de nens més cruel de la història criminal".

### Billy Gaffney
L'11 de febrer de 1927, Billy Beaton, de 3 anys, i el seu germà de 12, estaven jugant al passadís de l'apartament de Brooklyn amb Billy Gaffney, de 4 anys. Quan el nen de 12 anys va marxar al seu apartament, els dos nois més petits van desaparèixer; Beaton va ser trobat més tard a terrat dels apartaments. Quan li van preguntar què li va passar a Gaffney, Beaton va dir que "el bogeyman se'l va endur". El cos de Gaffney no es va recuperar mai.
Inicialment, l'assassí en sèrie Peter Kudzinowski era un sospitós de l'assassinat del nen. Aleshores, Joseph Meehan, un motorista en un carro de Brooklyn, va veure una foto de Fish en un diari i el va identificar com el vell que va veure l'11 de febrer de 1927; el vell havia estat intentant fer callar un nen petit assegut amb ell al carro. El nen no duia jaqueta, plorava per la seva mare i l'home l'ha arrossegat dins i fora del carro. La descripció de Beaton del "bogeyman" coincidia amb Fish. La policia va aconseguir trobar la coincidència amb la descripció del nen amb Gaffney. Els detectius de l'Oficina de Persones Desaparegudes de Manhattan van poder establir que Fish va ser contractat com a pintor de cases per una empresa immobiliària de Brooklyn durant el febrer de 1927 i que el dia de la desaparició de Gaffney estava treballant en un lloc a poques milles d'on estava el nen segrestat. Fish va reclamar el següent en una carta al seu advocat:
| « | (anglès) I brought him to the Riker Ave. dumps. There is a house that stands alone, not far from where I took him ... I took the G boy there. Stripped him naked and tied his hands and feet and gagged him with a piece of dirty rag I picked out of the dump. Then I burned his clothes. Threw his shoes in the dump. Then I walked back and took trolley to 59 St. at 2 A.M. and walked home from there. Next day about 2 P.M., I took tools, a good heavy cat-of-nine tails. Home made. Short handle. Cut one of my belts in half, slit these half in six strips about 8 in. long. I whipped his bare behind till the blood ran from his legs. I cut off his ears – nose – slit his mouth from ear to ear. Gouged out his eyes. He was dead then. I stuck the knife in his belly and held my mouth to his body and drank his blood. I picked up four old potato sacks and gathered a pile of stones. Then I cut him up. I had a grip with me. I put his nose, ears and a few slices of his belly in the grip. Then I cut him thru the middle of his body. Just below his belly button. Then thru his legs about 2 in. below his behind. I put this in my grip with a lot of paper. I cut off the head – feet – arms – hands and the legs below the knee. This I put in sacks weighed with stones, tied the ends and threw them into the pools of slimy water you will see all along the road going to North Beach. Water is 3 to 4 ft. deep. They sank at once. I came home with my meat. I had the front of his body I liked best. His monkey and pee wees and a nice little fat behind to roast in the oven and eat. I made a stew out of his ears – nose – pieces of his face and belly. I put onions, carrots, turnips, celery, salt and pepper. It was good. Then I split the cheeks of his behind open, cut off his monkey and pee wees and washed them first. I put strips of bacon on each cheek of his behind and put in the oven. Then I picked 4 onions and when meat had roasted about 1/4 hr., I poured about a pint of water over it for gravy and put in the onions. At frequent intervals I basted his behind with a wooden spoon. So the meat would be nice and juicy. In about 2 hr., it was nice and brown, cooked thru. I never ate any roast turkey that tasted half as good as his sweet fat little behind did. I ate every bit of the meat in about four days. His little monkey was as sweet as a nut, but his pee-wees I could not chew. Threw them in the toilet. | (català) El vaig portar als abocadors de Riker Ave. Hi ha una casa que s'aixeca sola, no gaire lluny d'on el vaig portar... Hi vaig portar el noi G. El va despullar i li va lligar les mans i els peus i el va amordasser amb un tros de drap brut que vaig treure de l'abocador. Després li vaig cremar la roba. Va llençar les sabates a l'abocador. Després vaig tornar caminant i vaig agafar el carro fins al carrer 59 a les 2 del matí. i des d'allà va marxar cap a casa. L'endemà, cap a les 2 de la tarda, vaig agafar eines, un bon gat de nou cues pesades. Fet a casa. Mànec curt. Talla un dels meus cinturons per la meitat, talla aquesta meitat en sis tires d'unes 8 polzades de llarg. Vaig assotar el seu darrere nu fins que la sang va sortir de les seves cames. Li vaig tallar les orelles – el nas – li vaig tallar la boca d'orella a orella. Li va treure els ulls. Aleshores estava mort. Vaig ficar el ganivet al seu ventre i vaig agafar la meva boca al seu cos i vaig beure la seva sang. Vaig agafar quatre sacs de patates vells i vaig recollir un munt de pedres. Llavors el vaig tallar. Portava una bossa de mà amb mi. Li poso el nas, les orelles i uns quants trossos del seu ventre a l'agafada. Llavors el vaig tallar pel mig del seu cos. Just a sota del seu ombligo. Després a través de les cames a uns 2 polzades per sota del darrere. Vaig posar això a les meves mans amb molt de paper. Vaig tallar el cap – els peus – els braços – les mans i les cames per sota del genoll. Això ho vaig posar en sacs pesats amb pedres, vaig lligar els extrems i els vaig llençar als tolls d'aigua llises que veureu al llarg de la carretera que va cap a North Beach. L'aigua té entre 3 i 4 peus de profunditat. Es van enfonsar de seguida. Vaig tornar a casa amb la meva carn. Tenia la part davantera del seu cos que més m'agradava. El seu mico i pipí i una mica de greix al darrere per rostir al forn i menjar. Li vaig fer un guisat de les orelles – nas – trossos de la seva cara i la panxa. Vaig posar ceba, pastanaga, naps, api, sal i pebre. Era bó. Aleshores li vaig obrir les galtes del darrere, li vaig tallar el mico i els pipís i els vaig rentar primer. Li poso tires de cansalada a cada galta del seu darrere i poso al forn. Llavors vaig agafar 4 cebes i quan la carn s'havia rostit aproximadament 1/4 d'hora, vaig abocar-hi aproximadament una pinta d'aigua per a la salsa i hi vaig posar les cebes. A intervals freqüents li empolsava l'esquena amb una cullera de fusta. Així la carn quedaria agradable i sucosa. En unes 2 hores, estava agradable i marró, cuinat. No vaig menjar mai cap gall dindi rostit que tingués la meitat de bo que el seu greix dolç. Vaig menjar cada tros de carn en uns quatre dies. El seu mico era tan dolç com una nou, però els seus pipís no els podia mastegar. Els va tirar al vàter. | » |

La mare de Gaffney, Elizabeth, va visitar Fish a Sing Sing, acompanyada pel detectiu King i dos homes més. Ella volia preguntar-li sobre la mort del seu fill, però Fish es va negar a parlar amb ella. Fish va començar a lamentar-se i va demanar que el deixessin sol. Després de dues hores de fer-li preguntes a través del seu advocat, James Dempsey, la Sra. Gaffney es va rendir. Encara no estava convençuda que Fish fos l'assassí del seu fill.

## Judici i execució
El judici d'Albert Fish per l'assassinat de Grace Budd va començar l'11 de març de 1935 a White Plains, Nova York. Frederick P. Close va presidir com a jutge i el fiscal de districte adjunt en cap del comtat de Westchester, Elbert F. Gallagher, era el fiscal. L'advocat defensor de Fish era James Dempsey, un antic fiscal i exalcalde de Peekskill, Nova York. El judici va durar 10 dies. Fish va declarar bogeria i va afirmar haver sentit veus de Déu que li deien que matés nens. Diversos psiquiatres van testificar sobre els fetitxes sexuals de Fish, que incloïen sadisme, masoquisme, flagel·lació, exhibicionisme, voyeurisme, piquerisme, canibalisme, coprofàgia, urofília, hematolagnia, pedofília, necrofília i infibulació. Dempsey en el seu resum va assenyalar que Fish era un "fenomen psiquiàtric" i que en lloc dels registres legals o mèdics hi havia un altre individu que posseís tantes anomalies sexuals.
El testimoni principal perit de la defensa va ser Fredric Wertham, un psiquiatre amb èmfasi en el desenvolupament infantil que va realitzar exàmens psiquiàtrics per als tribunals penals de Nova York. Durant dos dies de testimoni, Wertham va explicar l'obsessió de Fish per la religió i específicament la seva preocupació per la història bíblica d'Abraham i Isaac (Gènesi 22:1–24). Wertham va dir que Fish creia que igualment "sacrificar" un nen seria penitència pels seus propis pecats i que fins i tot si l'acte en si fos incorrecte, els àngels ho impedirien si Déu no ho aprovava. Fish va intentar el sacrifici una vegada abans, però va ser frustrat quan un cotxe va passar. Edward Budd va ser la següent víctima prevista, però va resultar ser més gran del que s'esperava, així que es va conformar amb Grace. Encara que sabia que la Grace era dona, es creu que Fish la va percebre com un nen. Wertham va detallar llavors el canibalisme de Fish, que en la seva ment va associar amb la comunió. L'última pregunta que Dempsey va fer a Wertham tenia 15.000 paraules, va detallar la vida de Fish i va acabar preguntant com el metge considerava la seva condició mental en funció d'aquesta vida. Wertham simplement va respondre: "Està boig". Gallagher va interrogar Wertham sobre si Fish sabia la diferència entre el correcte i el mal. Va respondre que sí que sabia, però que era un coneixement pervertit basat en les seves opinions sobre el pecat, l'expiació i la religió i, per tant, era un "coneixement boig". La defensa va cridar a declarar dos psiquiatres més per donar suport a les troballes de Wertham.
El primer dels quatre testimonis de rèplica va ser Menas Gregory, l'antic gerent de l'⁣hospital psiquiàtric de Bellevue, on Fish va ser tractat durant l'any 1930. Va declarar que Fish era anormal però sensat. Sota un interrogatori, Dempsey va preguntar si la coprofília, la urofília i la pedofília indicaven una persona mancada de seny o boja. Gregory va respondre que aquesta persona no estava "malalta mentalment" i que aquestes eren perversions comunes, que estaven "socialment perfectament bé" i que Fish "no era diferent de milions d'altres persones", algunes molt destacades i reeixides, que practicaven de "moltes de les mateixes" perversions. El següent testimoni va ser el metge resident de The Tombs, Perry Lichtenstein. Dempsey es va oposar al fet que un metge sense formació en psiquiatria testés sobre la qüestió del seny, però el jutge Close va anul·lar sobre la base que el jurat podria decidir quin pes donaria a un metge de la presó. Quan se li va preguntar si en Fish es causava dolor indicava una condició mental, Lichtenstein va respondre: "Això no és masoquisme", ja que només "es castigava a si mateix per obtenir gratificació sexual". El següent testimoni, Charles Lambert, va declarar que la coprofília era una pràctica habitual i que el canibalisme religiós pot ser psicopàtic, però "era una qüestió de gustos" i no evidència d'una psicosi. L'últim testimoni, James Vavasour, va repetir l'opinió de Lambert. Un altre testimoni de la defensa va ser Mary Nicholas, la fillastra de Fish, de 17 anys. Va descriure com Fish va ensenyar a ella i als seus germans i germanes diversos jocs que implicaven connotacions de masoquisme i abusos a menors.
| « | (anglès) He went into his room and he had a little pair of trunks, brown trunks, that he put on. He put those on and came out into the front room, and he got down on his hands and knees, and he had a paint stick that he stirred paint with. ... He would give the stick to one of us, and then he would get down on his hands and knees and we would sit on his back, one at a time, with our back facing him, and then we would put up so many fingers, and he was to tell how many fingers we had up, and if he guessed right, which he never did, why, we weren't supposed to hit him. Sometimes, he would even say more fingers than we really had. And if he never guessed right, why, we would hit him as many fingers as we would have up. | (català) Va entrar a la seva habitació i tenia uns baguls, uns baguls marrons, que es va posar. Se'ls va posar i va sortir a l'habitació del davant, es va posar de genolls i mans, i tenia un pal de pintura amb el qual va remenar la pintura. ... Donava el bastó a un de nosaltres, i després es posava de mans i de genolls i ens asseiem d'esquena, un a un, amb l'esquena cap a ell, i després ens aixecàvem així. molts dits, i havia de dir quants dits teníem aixecats, i si encertava, que no ho va fer mai, per què, no l'havíem de colpejar. De vegades, fins i tot deia més dits dels que realment teníem. I si mai no encertava, per què, li peguem tants dits com tindríem amunt. | » |
| — | | |   |

Cap dels jurats va dubtar que Fish estava boig, però finalment, com va explicar més tard, van pensar que havia de ser executat de totes maneres. El van trobar en plenes facultats i culpable, i el jutge va condemnar l'acusat a mort per electrocució. Fish va arribar a la presó el març de 1935 i va ser executat el 16 de gener de 1936 a la cadira elèctrica de Sing Sing. Va entrar a la sala a les 11:06 pm i va ser declarat mort tres minuts després. Va ser enterrat al cementiri de la presó de Sing Sing. Es diu que Fish va ajudar el botxí a col·locar els elèctrodes al seu cos. Les seves últimes paraules van ser: "Ni tan sols sé per què sóc aquí". Segons un testimoni present, es van necessitar dos descàrregues elèctriques abans que Fish morís, creant el rumor que l'aparell estava curtcircuitat per les agulles que Fish va introduir al seu cos. Aquests rumors es van considerar més tard com a falsos, ja que, segons es diu, Fish va morir de la mateixa manera i període que altres a la cadira elèctrica.
En una reunió amb periodistes després de l'execució, l'advocat de Fish, James Dempsey, va revelar que estava en possessió de la "declaració final" del seu client. Això va suposar diverses pàgines de notes escrites a mà que Fish aparentment va escriure durant les hores just abans de la seva mort. Quan els periodistes reunits el van pressionar per revelar el contingut del document, Dempsey es va negar, afirmant: "Mai ho mostraré a ningú. Han sigut ser la sèrie d'obscenitats més brutes que he llegit mai".

## Víctimes

### Conegudes
- Francis X. McDonnell, 8 anys, 15 de juliol de 1924[10]
- Billy Gaffney, 4 anys, 11 de febrer de 1927[25]
- Grace Budd, 10 anys, 3 de juny de 1928[5]

### Sospitades
- Emma Richardson, 5 anys, 3 d'octubre de 1926[41]
- Yetta Abramowitz, 12 anys, 1927[42]
- Robin Jane Liu, 6 anys, 2 de maig de 1931[43]
- Mary Ellen O'Connor, 16 anys, 15 de febrer de 1932[25]
- Benjamin Collings, 17 anys, 15 de desembre de 1932[25]

## Mitjans de comunicació

### Pel·lícula
El 2007 es va estrenar un documental sobre Fish, dirigit per John Borowski. També el 2007 es va fer la pel·lícula biogràfica The Grey Man sobre la seva vida, protagonitzada per Patrick Bauchau com a Fish.